# James Gaylyn
James Gaylyn (nacido el 9 de enero de 1954) es un actor y músico estadounidense afincado en Nueva Zelanda. Es mejor conocido por sus apariciones en la franquicia Power Rangers.

## Biografía
Gaylyn se mudó a Nueva Zelanda con su esposa nacida en Nueva Zelanda en 1981. Como cantante y baterista de blues, ha lanzado álbumes y realizado giras por Nueva Zelanda y Australia. También tocó la batería en el tema de OMC "How Bizarre", que se convirtió en un éxito internacional.
Gaylyn es mejor conocido internacionalmente por su trabajo en Power Rangers. Interpretó al coronel. Mason Truman en Power Rangers RPM y ha tenido varios papeles en pantalla y de voz en off desde que la producción del programa se mudó a Auckland. Su carrera también ha incluido otras producciones internacionales, entre ellas Avatar y la serie de Netflix Cowboy Bebop.
Gaylyn vive en la costa norte de Auckland. Su hijo, Elijah, es un aspirante a rapero.

## Filmografía

### Papeles de voz
- Power Rangers Dino Thunder (2004) .... Zeltrax / Golden Rod
- Power Rangers S.P.D. (2005) .... Orange-Head Krybots / General Benaag / Zeltrax
- Power Rangers Operation Overdrive (2007) .... Volcon / Cheetar
- Power Rangers Super Megaforce (2014) .... General Peluso

### Televisión
- xena: la princesa guerrera (2000) .... Petracles
- Atomic Twister (2002, película de televisión) .... Dr. Martin Jennings
- You Wish! (2003, película de televisión) .... Mayor
- Power Rangers Ninja Storm (2003, "The Samurai's Journey Part II") .... Sensei de la Wind Ninja Academy del pasado
- Eddie's Million Dollar Cook-Off (2003, película de televisión) .... Longo
- Power Rangers S.P.D. (2005) .... Gerente de la tienda
- Legend of the Seeker (2009) .... Comandante Trimack
- Power Rangers RPM (2009) .... Coronel Mason Truman
- The Pacific (2010) .... Tee
- Power Rangers Dino Super Charge (2016) .... Mr. Watkins
- Power Rangers Beast Morphers (2020) .... Coronel Mason Truman
- Cowboy Bebop (2021) .... Buck

### Películas
- The World's Fastest Indian (2005) .... Aduanero
- In Her Line of Fire (2006) .... Almirante Winters
- Treasure Island Kids: The Battle of Treasure Island (2006) .... Morgan
- Wendy Wu: Homecoming Warrior (2006, película de televisión) .... Sr. Medina
- Bridge to Terabithia (2007) .... Director Turner
- Avatar (2009) .... Personal del centro de operaciones
- Mr. Pip (2012) .... Magwitch
- X (2022) .... Sheriff Dentler